# Nippononeta kurilensis
Nippononeta kurilensis är en spindelart som beskrevs av Kirill Yeskov 1992. Nippononeta kurilensis ingår i släktet Nippononeta och familjen täckvävarspindlar. Inga underarter finns listade i Catalogue of Life.